# Piłka siatkowa na Igrzyskach Śródziemnomorskich 2013
Piłka siatkowa na Igrzyskach Śródziemnomorskich 2013 została rozegrana w dniach 21–30 czerwca 2013. Do rozdania były dwa komplety medali, po jednym w turnieju dla mężczyzn i kobiet. W turnieju męskim wystartowało 7 reprezentacji, natomiast w turnieju pań 6 reprezentacji. W turnieju mężczyzn i kobiet triumfowały reprezentacje Włoch. Włosi pokonali w finale reprezentację Tunezji 3:2, natomiast Włoszki w meczu o złoty medal wygrały z Turczynki 3:1.

## Turniej mężczyzn

### Rozgrywki grupowe
| Grupa A                    | Grupa B                                            |
| -------------------------- | -------------------------------------------------- |
| Egipt · Francja · Turcja · | Algieria · Włochy · Macedonia Północna · Tunezja · |

#### Grupa A
Tabela
| Lp. | Drużyna | Pkt | Mecze | Mecze   | Mecze   | Sety | Sety | Sety  | Małe punkty | Małe punkty | Małe punkty |
| Lp. | Drużyna | Pkt | M     | W (3:2) | P (2:3) | wyg. | prz. | ratio | zdob.       | str.        | ratio       |
| --- | ------- | --- | ----- | ------- | ------- | ---- | ---- | ----- | ----------- | ----------- | ----------- |
| 1   | Francja | 4   | 2     | 1 (0)   | 1 (1)   | 5    | 4    | 1.250 | 214         | 215         | 0.995       |
| 2   | Turcja  | 3   | 2     | 1 (0)   | 1 (0)   | 4    | 4    | 1.000 | 199         | 190         | 1.047       |
| 3   | Egipt   | 2   | 2     | 1 (1)   | 1 (0)   | 4    | 5    | 0.800 | 193         | 201         | 0.960       |

Źródło: the-sports.org
Punktacja: 3:0 i 3:1 – 3 pkt; 3:2 – 2 pkt; 2:3 – 1 pkt; 1:3 i 0:3 – 0 pkt
Zasady ustalania kolejności: 1. liczba punktów; 2. liczba zwycięstw; 3. stosunek setów; 4. stosunek małych punktów; 5. bilans w bezpośrednich meczach
     walka o miejsca 1-4
Wyniki
Wyniki
| Data  | Godz. | Drużyna 1 | Wynik | Drużyna 2 | 1     | 2     | 3     | 4     | 5     | Widzów | * |
| ----- | ----- | --------- | ----- | --------- | ----- | ----- | ----- | ----- | ----- | ------ | - |
| 21.06 | 13:00 | Egipt     | 3:2   | Francja   | 24:26 | 25:23 | 23:25 | 25:18 | 15:13 | 300    | 1 |
| 23.06 | 18:00 | Turcja    | 3:1   | Egipt     | 21:25 | 25:21 | 25:20 | 25:15 |       | 950    | 2 |
| 25.06 | 18:00 | Francja   | 3:1   | Turcja    | 22:25 | 25:22 | 25:21 | 37:35 |       | 1000   | 3 |

#### Grupa B
Tabela
| Lp. | Drużyna            | Pkt | Mecze | Mecze   | Mecze   | Sety | Sety | Sety  | Małe punkty | Małe punkty | Małe punkty |
| Lp. | Drużyna            | Pkt | M     | W (3:2) | P (2:3) | wyg. | prz. | ratio | zdob.       | str.        | ratio       |
| --- | ------------------ | --- | ----- | ------- | ------- | ---- | ---- | ----- | ----------- | ----------- | ----------- |
| 1   | Włochy             | 7   | 3     | 2 (0)   | 1 (1)   | 8    | 2    | 4.000 | 255         | 205         | 1.244       |
| 2   | Tunezja            | 6   | 3     | 2 (0)   | 1 (0)   | 6    | 4    | 1.500 | 212         | 219         | 0.968       |
| 3   | Algieria           | 5   | 3     | 2 (1)   | 1 (0)   | 6    | 5    | 1.200 | 240         | 243         | 0.988       |
| 4   | Macedonia Północna | 0   | 3     | 0 (0)   | 3 (0)   | 1    | 9    | 0.111 | 205         | 245         | 0.837       |

Źródło: the-sports.org
Punktacja: 3:0 i 3:1 – 3 pkt; 3:2 – 2 pkt; 2:3 – 1 pkt; 1:3 i 0:3 – 0 pkt
Zasady ustalania kolejności: 1. liczba punktów; 2. liczba zwycięstw; 3. stosunek setów; 4. stosunek małych punktów; 5. bilans w bezpośrednich meczach
     walka o miejsca 1-4
Wyniki
| Data  | Godz. | Drużyna 1          | Wynik | Drużyna 2          | 1     | 2     | 3     | 4     | 5     | Widzów | * |
| ----- | ----- | ------------------ | ----- | ------------------ | ----- | ----- | ----- | ----- | ----- | ------ | - |
| 21.06 | 15:30 | Tunezja            | 3:0   | Algieria           | 25:19 | 25:22 | 25:18 |       |       | 750    | 1 |
| 21.06 | 18:00 | Włochy             | 3:0   | Macedonia Północna | 25:18 | 25:20 | 25:19 |       |       | 300    | 2 |
| 23.06 | 13:00 | Tunezja            | 3:1   | Macedonia Północna | 20:25 | 25:18 | 25:23 | 25:19 |       | 800    | 3 |
| 23.06 | 15:30 | Algieria           | 3:2   | Turcja             | 22:25 | 27:25 | 17:25 | 25:20 | 15:10 | 200    | 4 |
| 25.06 | 13:00 | Tunezja            | 0:3   | Włochy             | 17:25 | 10:25 | 15:25 |       |       | 550    | 5 |
| 25.06 | 15:30 | Macedonia Północna | 0:3   | Algieria           | 19:25 | 23:25 | 21:25 |       |       | 400    | 6 |

### Runda pucharowa

#### Mecz o 5 miejsce
| Data  | Godz. | Drużyna 1 | Wynik | Drużyna 2 | 1     | 2     | 3     | 4 | 5 | Widzów | * |
| ----- | ----- | --------- | ----- | --------- | ----- | ----- | ----- | - | - | ------ | - |
| 27.06 | 13:00 | Egipt     | 3:0   | Algieria  | 25:14 | 25:19 | 25:20 |   |   | 650    | 1 |

#### Półfinały
| Data  | Godz. | Drużyna 1 | Wynik | Drużyna 2 | 1     | 2     | 3     | 4     | 5     | Widzów | * |
| ----- | ----- | --------- | ----- | --------- | ----- | ----- | ----- | ----- | ----- | ------ | - |
| 27.06 | 15:30 | Turcja    | 2:3   | Włochy    | 25:21 | 19:25 | 15:25 | 25:21 | 12:15 | 2300   | 1 |
| 27.06 | 18:00 | Francja   | 1:3   | Tunezja   | 20:25 | 25:17 | 24:26 | 20:25 |       | 950    | 2 |

#### Mecz o 3 miejsce
| Data  | Godz. | Drużyna 1 | Wynik | Drużyna 2 | 1     | 2     | 3     | 4     | 5     | Widzów | * |
| ----- | ----- | --------- | ----- | --------- | ----- | ----- | ----- | ----- | ----- | ------ | - |
| 29.06 | 15:00 | Turcja    | 2:3   | Francja   | 21:25 | 25:17 | 25:18 | 21:25 | 12:15 | 5800   | 1 |

#### Finał
| Data  | Godz. | Drużyna 1 | Wynik | Drużyna 2 | 1     | 2     | 3     | 4     | 5     | Widzów | * |
| ----- | ----- | --------- | ----- | --------- | ----- | ----- | ----- | ----- | ----- | ------ | - |
| 29.06 | 17:30 | Włochy    | 3:2   | Tunezja   | 15:25 | 25:22 | 25:18 | 27:29 | 15:13 | 4800   | 1 |

### Klasyfikacja końcowa
| Miejsce | Reprezentacja      |
| ------- | ------------------ |
| Złoto   | Włochy             |
| Srebro  | Tunezja            |
| Brąz    | Francja            |
| 4.      | Turcja             |
| 5.      | Egipt              |
| 6.      | Algieria           |
| 7.      | Macedonia Północna |

## Turniej kobiet

### Rozgrywki grupowe
| Grupa A                      | Grupa B                        |
| ---------------------------- | ------------------------------ |
| Grecja · Słowenia · Turcja · | Chorwacja · Francja · Włochy · |

#### Grupa A
Tabela
| Lp. | Drużyna  | Pkt | Mecze | Mecze   | Mecze   | Sety | Sety | Sety  | Małe punkty | Małe punkty | Małe punkty |
| Lp. | Drużyna  | Pkt | M     | W (3:2) | P (2:3) | wyg. | prz. | ratio | zdob.       | str.        | ratio       |
| --- | -------- | --- | ----- | ------- | ------- | ---- | ---- | ----- | ----------- | ----------- | ----------- |
| 1   | Turcja   | 6   | 2     | 2 (0)   | 0 (0)   | 6    | 1    | 6.000 | 169         | 121         | 1.397       |
| 2   | Słowenia | 3   | 2     | 1 (0)   | 1 (0)   | 3    | 3    | 1.000 | 128         | 134         | 0.955       |
| 3   | Grecja   | 0   | 2     | 0 (0)   | 2 (0)   | 1    | 6    | 0.167 | 127         | 169         | 0.751       |

Źródło: the-sports.org
Punktacja: 3:0 i 3:1 – 3 pkt; 3:2 – 2 pkt; 2:3 – 1 pkt; 1:3 i 0:3 – 0 pkt
Zasady ustalania kolejności: 1. liczba punktów; 2. liczba zwycięstw; 3. stosunek setów; 4. stosunek małych punktów; 5. bilans w bezpośrednich meczach
     walka o miejsca 1-4
Wyniki
| Data  | Godz. | Drużyna 1 | Wynik | Drużyna 2 | 1     | 2     | 3     | 4     | 5 | Widzów | * |
| ----- | ----- | --------- | ----- | --------- | ----- | ----- | ----- | ----- | - | ------ | - |
| 22.06 | 15:30 | Słowenia  | 3:0   | Grecja    | 25:13 | 25:23 | 25:23 |       |   | 950    | 1 |
| 24.06 | 18:00 | Turcja    | 3:0   | Słowenia  | 25:17 | 25:21 | 25:15 |       |   | 1000   | 2 |
| 26.06 | 15:30 | Grecja    | 1:3   | Turcja    | 6:25  | 25:19 | 14:25 | 23:25 |   | 1000   | 3 |

#### Grupa B
Tabela
| Lp. | Drużyna   | Pkt | Mecze | Mecze   | Mecze   | Sety | Sety | Sety  | Małe punkty | Małe punkty | Małe punkty |
| Lp. | Drużyna   | Pkt | M     | W (3:2) | P (2:3) | wyg. | prz. | ratio | zdob.       | str.        | ratio       |
| --- | --------- | --- | ----- | ------- | ------- | ---- | ---- | ----- | ----------- | ----------- | ----------- |
| 1   | Włochy    | 6   | 2     | 2 (0)   | 0 (0)   | 6    | 0    | MAX   | 155         | 108         | 1.435       |
| 2   | Chorwacja | 2   | 2     | 1 (1)   | 1 (0)   | 3    | 5    | 0.600 | 154         | 177         | 0.870       |
| 3   | Francja   | 1   | 2     | 0 (0)   | 2 (1)   | 2    | 6    | 0.333 | 155         | 179         | 0.866       |

Źródło: the-sports.org
Punktacja: 3:0 i 3:1 – 3 pkt; 3:2 – 2 pkt; 2:3 – 1 pkt; 1:3 i 0:3 – 0 pkt
Zasady ustalania kolejności: 1. liczba punktów; 2. liczba zwycięstw; 3. stosunek setów; 4. stosunek małych punktów; 5. bilans w bezpośrednich meczach
     walka o miejsca 1-4
Wyniki
| Data  | Godz. | Drużyna 1 | Wynik | Drużyna 2 | 1     | 2     | 3     | 4     | 5     | Widzów | * |
| ----- | ----- | --------- | ----- | --------- | ----- | ----- | ----- | ----- | ----- | ------ | - |
| 22.06 | 18:00 | Francja   | 2:3   | Chorwacja | 25:21 | 23:25 | 17:25 | 25:13 | 12:15 | 800    | 1 |
| 24.06 | 15:30 | Chorwacja | 0:3   | Włochy    | 15:25 | 21:25 | 19:25 |       |       | 700    | 2 |
| 26.06 | 18:00 | Włochy    | 3:0   | Francja   | 25:12 | 30:28 | 25:13 |       |       | 900    | 3 |

### Runda pucharowa

#### Mecz o 5 miejsce
| Data  | Godz. | Drużyna 1 | Wynik | Drużyna 2 | 1     | 2     | 3     | 4     | 5 | Widzów | * |
| ----- | ----- | --------- | ----- | --------- | ----- | ----- | ----- | ----- | - | ------ | - |
| 28.06 | 12:30 | Grecja    | 3:1   | Francja   | 28:26 | 21:25 | 25:20 | 25:23 |   | 600    | 1 |

#### Półfinały
| Data  | Godz. | Drużyna 1 | Wynik | Drużyna 2 | 1     | 2     | 3     | 4 | 5 | Widzów | * |
| ----- | ----- | --------- | ----- | --------- | ----- | ----- | ----- | - | - | ------ | - |
| 28.06 | 15:15 | Słowenia  | 0:3   | Włochy    | 14:25 | 17:25 | 13:25 |   |   | 1800   | 1 |
| 28.06 | 18:00 | Turcja    | 3:0   | Chorwacja | 25:14 | 25:16 | 25:14 |   |   | 4600   | 1 |

#### Mecz o 3 miejsce
| Data  | Godz. | Drużyna 1 | Wynik | Drużyna 2 | 1     | 2     | 3     | 4     | 5     | Widzów | * |
| ----- | ----- | --------- | ----- | --------- | ----- | ----- | ----- | ----- | ----- | ------ | - |
| 30.06 | 11:30 | Słowenia  | 2:3   | Chorwacja | 25:19 | 22:25 | 22:25 | 25:14 | 13:15 | 4800   | 1 |

#### Finał
| Data  | Godz. | Drużyna 1 | Wynik | Drużyna 2 | 1     | 2     | 3     | 4     | 5 | Widzów | * |
| ----- | ----- | --------- | ----- | --------- | ----- | ----- | ----- | ----- | - | ------ | - |
| 30.06 | 14:20 | Włochy    | 3:1   | Turcja    | 23:25 | 25:22 | 25:23 | 25:21 |   | 7500   | 1 |

### Klasyfikacja końcowa
| Miejsce | Reprezentacja |
| ------- | ------------- |
| Złoto   | Włochy        |
| Srebro  | Turcja        |
| Brąz    | Chorwacja     |
| 4.      | Słowenia      |
| 5.      | Grecja        |
| 6.      | Francja       |

## Podsumowanie

### Klasyfikacja medalowa
| Klasyfikacja medalowa | Klasyfikacja medalowa | Klasyfikacja medalowa | Klasyfikacja medalowa | Klasyfikacja medalowa | Klasyfikacja medalowa |
| Miejsce               | Państwo               | Złoto                 | Srebro                | Brąz                  | Razem                 |
| --------------------- | --------------------- | --------------------- | --------------------- | --------------------- | --------------------- |
| 1                     | Włochy                | 2                     | 0                     | 0                     | 2                     |
| 2                     | Turcja                | 0                     | 1                     | 0                     | 1                     |
| 2                     | Tunezja               | 0                     | 1                     | 0                     | 1                     |
| 4                     | Francja               | 0                     | 0                     | 1                     | 1                     |
| 4                     | Chorwacja             | 0                     | 0                     | 1                     | 1                     |
| Razem                 | Razem                 | 2                     | 2                     | 2                     | 6                     |

### Medaliści
| Konkurencja:                | Złoto: | Srebro: | Brąz:     |
| Mężczyźni                   |        |         |           |
| Turniej drużynowy szczegóły | Włochy | Tunezja | Francja   |
| Kobiety                     |        |         |           |
| Turniej drużynowy szczegóły | Włochy | Turcja  | Chorwacja |